# Virus (Iron Maiden)
Virus è il 29º singolo degli Iron Maiden ed è stato pubblicato nell'estate del 1996.

## La canzone
Il brano, inedito inserito nella prima raccolta ufficiale della band Best of the Beast, parla di una malattia, appunto un virus, che rappresenta metaforicamente il malessere e il disordine della società generati da una mancanza di punti di riferimento, di eccessivi cinismo e apatia. Un eccesso di cinismo che genera odio, egoismi, disordini e disuguaglianze sociali, da cui però alcuni cercano di fuggire, nel tentativo di ripristinare una società ormai devastata. Un testo che, come molti altri del gruppo, nasconde dietro un'apparenza di genere orrorifico o fantastico un grande significato sempre attuale.
Il singolo è stato pubblicato in tre differenti versioni (2 in CD e nel formato 12" vinile), contenenti ciascuna brani già pubblicati in passato dagli Iron Maiden.

## Tracce

### CD 1
1. Virus (edit)  (Harris, Gers, Murray, Bayley)  - 3:54
2. My Generation  (The Who)  - 3:38
3. Doctor, Doctor  (UFO) -  - 4:50

### CD 2
1. Virus - 6:14
2. Sanctuary  (Harris, Di'Anno, Murray)  - 3:34
3. Wrathchild  (Harris)  - 3:07

### 12" vinile
1. Virus - 6:14
2. Prowler  (Harris)  - 4:20
3. Invasion  (Harris)  - 3:07

## Formazioni
- Blaze Bayley - voce
- Steve Harris - basso
- Janick Gers - chitarra
- Dave Murray - chitarra
- Nicko McBrain - batteria